# 斯雷顿 (明尼苏达州)
斯雷頓（英語：Slayton）是一個位於美國明尼蘇達州莫雷縣的都市。根據2010年美國人口普查，該地共人口2153人，而該地的面積約為5.08平方千米。同時該地也是莫雷縣的縣治。

## 地理
斯雷頓的座標為43°59′18″N 95°45′21″W / 43.98833°N 95.75583°W，而該地的平均海拔高度為488米（即1601英尺）。